# مارغريت الثانية، كونتيسة فلاندرز
مارغريت والمعروفة أكثر بـ مارغريت القسطنطينية (2 يونيو 1202 - 10 فبراير 1280)؛ أصبحت كونتيسة فلاندرز منذ عام 1244 حتى 1278، وأيضا كونتيسة هينو منذ 1244 حتى 1253 ثم منذ 1257 حتى 1280، هي ابنة بالدوين التاسع (بالدوين الأول القسطنطيني) وماري الشامبانية.
لُقبت بـ السوداء (la Noire) بسبب حياتها الزوجية الفاضحة، وتنازع أولادها على الميراث مما ولاد صراع الحرب الأهلية في فلاندرز وهينو.

## الزواج

### الزواج الأول
تزوجت مارغريت أولا من بوشار الرابع دي أفيسنيس في 1212؛ رغم معارضة شقيقتها جوان وزوجها فيران ذلك، ولكن مع أسر فيران بعد معركة بوفين في 1214، طلبا الزوجين بحقهما في الميراث، مما أدى إلى محاولة جوان لحل هذا الزواج.
قام البابا إينوسنت الثالث بابلاغ فيليب الثاني أغسطس ملك فرنسا أن بوشار تلقى قبل زفافه رتبة شماس لذلك يعتبر من ناحية الفنية وقانونية الزواج باطلاً، وعلى هذا الأساس في 1215 ألغى البابا في مجمع لاتران الرابع هذا الزواج، ومع ذلك رفضت مارغريت وبوشار القرار ولجا نحو قلعة هوفاليز في أردين تحت حماية فاليران الثالث دوق ليمبورخ؛ وفي سنوات الأربعة انجبت له ثلاثة أبناء:-
- بالدوين (1217 - 1219).
- جان الأول كونت هينو (1 مايو 1218 - 24 ديسمبر 1258).
- بالدوين (سبتمبر 1219 - 10 أبريل 1295).

في عام 1219 وفي معركة ضده أُسر زوجها بوشار فيها وسجن لمدة سنتين حتى 1221 شُرط عليها إطلاق سراحه بأن يفصل عن زوجته، وبذلك قام برحلة إلى روما من أجل الحصول على الغفران من البابا،  بينما هو في روما من أجل الحصول على الصفح وأيضا إلغاء الرتبة الكهنوتية، انتهزت جوان من هذه الفرصة وقامت بإقناع مارغريت (التي جاءت للعيش معها في البلاط بعد القبض على بوشار، وتركت ابنيها في فرنسا تحت الوصاية)، لزواج من شخص أخر.

### الزواج الثاني
وأخيراً تحت الضغوط تزوجت مارغريت من ويليام الثاني لورد دامبير أحد نبلاء شامبانيا، وكان لديهم خمسة الأبناء:-
- ويليام الثاني كونت فلاندرز (1224 - 6 يونيو 1251).
- جوان (حوالي 1225 - 1245/1246).[6]
- غي كونت فلاندرز (حوالي 1226 - 7 مارس 1305).
- جان (حوالي 1228 - 1258).[7]
- ماري (حوالي 1230 - 21 ديسمبر 1302).

تسبب هذا الوضع نوعاً من الفضيحة، اعتبر الزواج ربما تعدد الأزواج مما انتهكت القيود الكنيسة على القرابة أيضا، بحيث استمرت الخلافات بشأن الزواج من شخصين وشرعية الأطفال مارغريت من كل زوجيها على مدى عقود، وأصبح متشابكاً في سياسة الإمبراطورية الرومانية المقدسة، ومما أدى لاحقاً إلى حرب الخلافة فلاندرز وهينو.